# Alberto II di Tirolo

Stemma della Contea del Tirolo

Alberto II di Tirolo (in tedesco Adalbert, Albert) (... – ca. 1125) fu conte di Tirolo.

## Biografia
Alberto II era figlio di Alberto I (... – 1100 circa), primo conte di Tirolo, dal quale ereditò il titolo comitale e diverse signorie alpine. Alberto I era originario di Eurasburg (in alto-tedesco: Iringsburg) e possedeva delle tenute in Baviera e nelle Alpi Orientali, nelle valli dell'Inn e nella Silltal. Inoltre, essendo conte di Tirolo, Alberto I era vassallo del principe vescovo di Trento, che gli consentì di ottenere territori nell'Alta Valle Isarco.
Alberto fu un fedele sostenitore di Enrico IV durante la lotta per le investiture, in opposizione al duca Guelfo I di Baviera, che finì per essere deposto. Come ricompensa, il re dei Romani gli conferì un'ampia autonomia.
All'inizio del XII secolo, sotto Alberto II iniziò la costruzione di Castel Tirolo, che fu terminato nel 1160, quando il titolo comitale apparteneva al figlio minore Bertoldo I.

## Discendenza
Alberto II sposò Adelaide (... – 1153 circa), figlia del conte Bertoldo di Dießen-Andechs. I suoi figli, Alberto III (... – 1165) prima e Bertoldo I poi, furono suoi successori come conti di Tirolo.